# James McAndrews

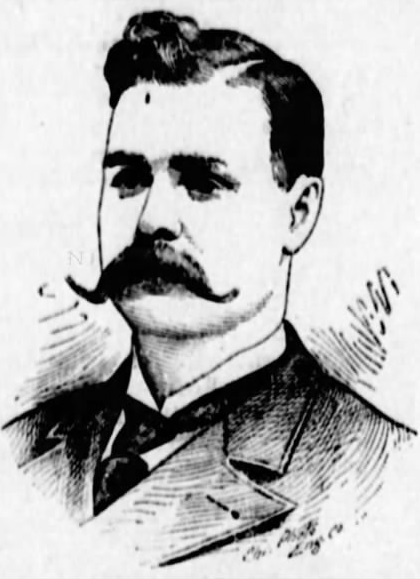
James McAndrews

James McAndrews (* 22. Oktober 1862 in Woonsocket, Rhode Island; † 31. August 1942 in Chicago, Illinois) war ein US-amerikanischer Politiker. Zwischen 1901 und 1941 vertrat er mehrfach den Bundesstaat Illinois im US-Repräsentantenhaus.

## Werdegang
James McAndrews besuchte die öffentlichen Schulen seiner Heimat. Später zog er nach Chicago, wo er unter anderem städtischer Beauftragter für das Bauwesen (Building Commissioner) wurde. Gleichzeitig schlug er als Mitglied der Demokratischen Partei eine politische Laufbahn ein. Bei den Kongresswahlen des Jahres 1900 wurde er im vierten Wahlbezirk von Illinois in das US-Repräsentantenhaus in Washington, D.C. gewählt, wo er am 4. März 1901 die Nachfolge von Thomas Cusack antrat. Nach einer Wiederwahl im fünften Distrikt konnte er bis zum 3. März 1905 zunächst zwei Legislaturperioden im Kongress absolvieren.
Zwischen dem 4. März 1913 und dem 3. März 1921 folgten vier weitere Amtszeiten im Kongress als Vertreter des sechsten Wahlbezirks seines Staates. In diese Zeit fiel unter anderem der Erste Weltkrieg. Während dieser Zeit wurden auch der 16., der 17., der 18. und der  19. Verfassungszusatz ratifiziert. Im Jahr 1920 wurde McAndrews nicht wiedergewählt.
Nach dem Ende seiner damaligen Zeit im US-Repräsentantenhaus betätigte er sich als privater Geschäftsmann. Im Jahr 1932 bewarb er sich erfolglos um seine Rückkehr in den Kongress. Bei den Kongresswahlen des Jahres 1934 wurde McAndrews dann im neunten Distrikt von Illinois erneut in den Kongress gewählt, wo er zwischen dem 3. Januar 1935 und dem 3. Januar 1941 drei weitere Legislaturperioden verbringen konnte. Während dieser Zeit wurden dort die meisten der New-Deal-Gesetze der Bundesregierung unter Präsident Franklin D. Roosevelt verabschiedet. Im Jahr 1940 wurde er nicht erneut bestätigt. James McAndrews starb am 31. August 1942 in Chicago.